# Toroba (Dédougou)
Pour les articles homonymes, voir Toroba.
Toroba est une commune située dans le département de Dédougou de la province du Mouhoun au Burkina Faso.